# Joachim Sigusch
Joachim Sigusch (* 31. Oktober 1947 in Kirchmöser) ist ein ehemaliger deutscher Fußballspieler, der unter anderem für die BSG Lokomotive Stendal und den 1. FC Union Berlin in der DDR-Oberliga spielte.

## Spielerkarriere
Sigusch erhielt seine fußballerische Ausbildung ab 1958 bei der BSG Lokomotive Kirchmöser. Nachdem er für den Männerbereich spielberechtigt geworden war, spielte Sigusch zunächst in der damals drittklassigen II. DDR-Liga, nach deren Auflösung ab 1963 in der Bezirksliga Potsdam. Anfang 1967 wechselte der gelernte Elektromonteur zum Oberligisten BSG Lokomotive Stendal, wo er am 26. April 1967 beim 3:0-Sieg gegen die BSG Chemie Leipzig sein erstes Oberligaspiel bestritt. Sigusch' zweite Oberligasaison endete 1968 mit dem Abstieg der Stendaler. In diesen eineinhalb Jahren wurde der Stürmer in 22 Oberliga-Punktspielen eingesetzt und schoss dabei fünf Tore. Anschließend musste Sigusch in der zweitklassigen DDR-Liga spielen.
Nachdem Stendal 1969 den Wiederaufstieg verpasst hatte, meldete sich Sigusch bei der BSG Lok ab und schloss sich dem 1. FC Union Berlin an, um dort wieder in der Oberliga spielen zu können. Ohne ein Oberligaspiel absolviert zu haben, wurde er jedoch im November 1969 zum Armeedienst der NVA eingezogen, erhielt aber die Möglichkeit, beim DDR-Ligisten ASG Vorwärts Neubrandenburg weiterhin Fußball zu spielen. Am 18. November 1970 konnte er schließlich sein erstes Oberligaspiel für Union Berlin gegen die BSG Stahl Riesa (1:0) bestreiten. Sigusch blieb bis zum Ende der Saison 1980/1981 Union-Spieler und absolvierte dort sieben Spielzeiten in der Oberliga (1970 bis 1973, 1976 bis 1980) und vier Spielzeiten in der DDR-Liga, wo er am 20. Juni 1981 gegen Motor Suhl (7:1) sein letztes Spiel für Union bestritt.
In den elf Jahren bei Union absolvierte er insgesamt 300 Pflichtspiele, in denen er 63 Tore erzielte. In der Oberliga wurde er 160-mal eingesetzt (15 Tore), in der DDR-Liga spielte er 114-mal (einschließlich Aufstiegsspiele, 36 Tore) und im FDGB-Pokal kam er auf 26 Einsätze (11 Tore). Der 1,80 m große Sigusch spielte zunächst als Mittelstürmer, später im offensiven Mittelfeld und war mehrere Jahre Mannschaftskapitän. Er genoss bei Union große Popularität, 1980 wurde er zum ersten „Unioner des Jahres“ gewählt. Einschließlich seiner Zeit in Stendal hat Sigusch 182 Oberligaspiele bestritten.
Inzwischen fast 34 Jahre alt geworden, schloss sich Sigusch im Sommer 1981 der in der DDR-Liga spielenden BSG KWO Berlin an. 1984 wechselte er zu Pneumant Schmöckwitz, wo er 1985 als Spielertrainer in die Bezirksliga aufstieg.

## Trainerkarriere
Nach einer dreijährigen Trainertätigkeit beim Landesligisten Narva Berlin (1990 bis 1993) kehrte Sigusch nach Schmöckwitz zurück, wo seine alte Mannschaft nun als SV Schmöckwitz-Eichwalde in der Kreisliga spielte. Zeitweise war er im Berliner Trainingszentrum Friedrichshain als Übungsleiter beschäftigt. In der Saison 1999/2000 war er kurzfristig beim FC Treptow als Trainer tätig, danach ging er für mehrere Jahre zum Köpenicker SC, den er als Trainer 2002 zum Aufstieg in die Oberliga verhalf. Später wurde er beim Köpenicker SC zum sportlichen Leiter berufen. Seit Ende 2015 ist Sigusch wieder Trainer der 1. Herren vom FC Treptow.